# Garcitas Creek

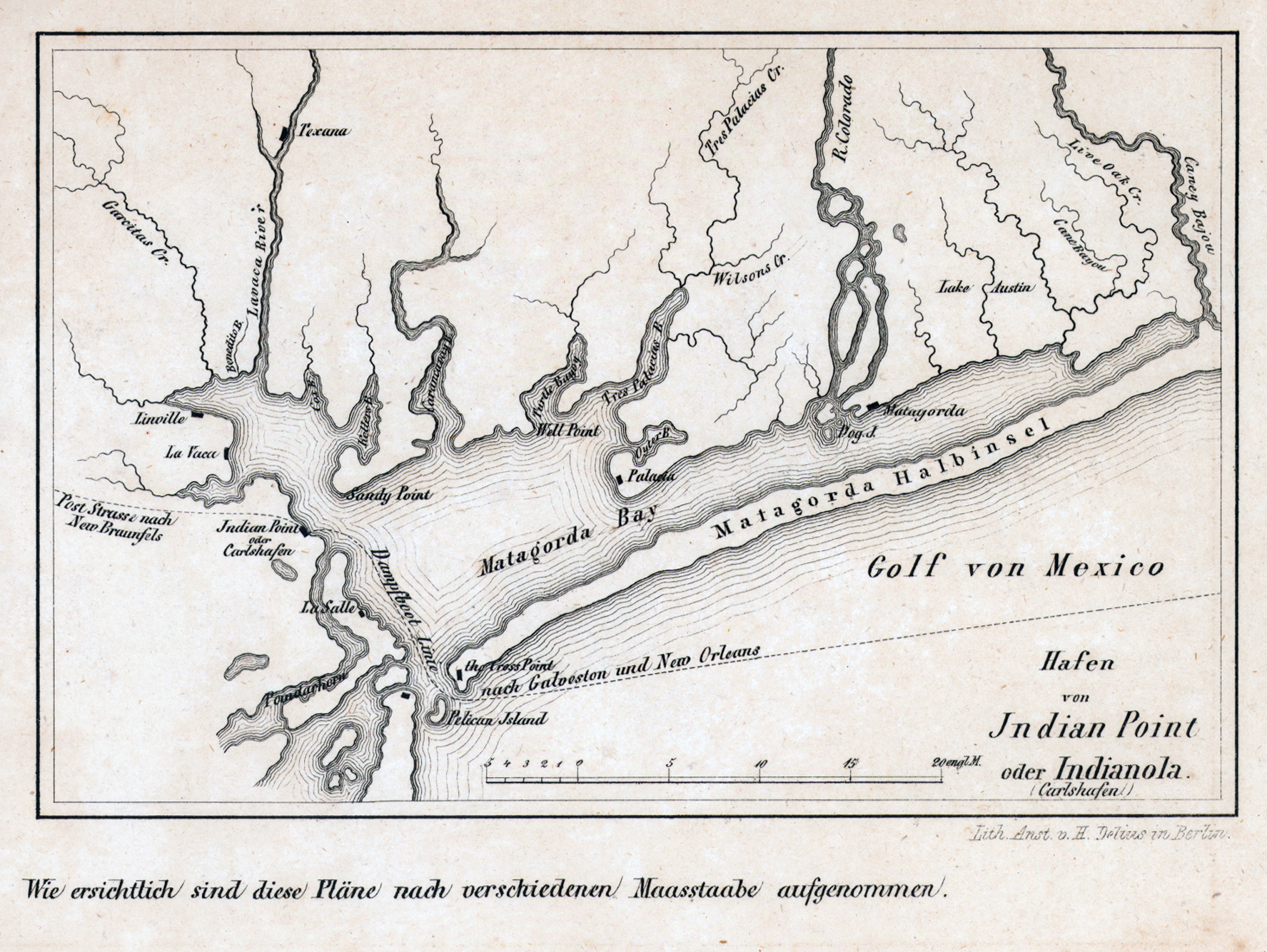
Carte de la Garcitas Creek (1851)

La Garcitas Creek est un fleuve du Texas qui prend sa source au sud-est du comté de DeWitt (à 29°03' N, 97°05' O) et coule vers le sud-est sur environ 60 kilomètres jusqu'à son embouchure dans la Lavaca Bay (à 28°43' N, 96°40' O). 
- 29° 03′ 00″ N, 97° 50′ 00″ O : vue satellite de la source. - 28° 43′ 00″ N, 96° 40′ 00″ O : vue satellite de l'embouchure.

Il est le principal système de drainage du comté de Victoria et constitue la frontière entre les comtés de Victoria et Jackson sur ses 20 derniers kilomètres. Ses principaux affluents sont l'Arenosa, le Marcado, le Casa Blanca, et la Willow creeks. 

## Histoire
Le nom de Garcitas, lui fut donné plus tard par les mexicains, il s'agit d'une variante du mot espagnol garcetas qui signifie "les andouillers", ramifications du bois d'un cerf, sans doute à cause de la forme sinueuse de la rivière. La Garcitas Creek est le cours d'eau sur lequel René Robert Cavelier de La Salle avait établi le fort Saint-Louis en 1685. À l'époque La Salle l'avait baptisé la rivière des bœufs puis les espagnols la nommèrent Río de los Franceses (la rivière des français)
En mars 1836 pendant la révolution texane, la rivière servit de cachette au navire marchand de John J. Linn que les mexicains recherchaient. Ce qui lui permit plus tard d'évacuer Harrisburg et d'approvisionner Sam Houston lors de la bataille de San Jacinto. Pendant la guerre de Sécession, la Compagnie A, du 13e  de cavalerie du Texas, l'une des trois compagnie du comté de Victoria qui servait dans l'Armée Confédérée, fut rassemblée le long de la Garcitas Creek, le 13 avril 1862, par le Dr. James P. B. January, un vétéran de la révolution texane et de la guerre américano-mexicaine.

## Sources
- The Location of La Salle's Colony on the Gulf of Mexico; Herbert Eugene Bolton;  Mississippi Valley Historical Review 2 (September 1915); rpt., Southwestern Historical Quarterly 27 (January 1924).
- 300 Years in Victoria County; Roy Grimes, ed.; (Victoria, Texas: Victoria Advocate, 1968; rpt., Austin: Nortex, 1985).
- Reminiscences of Fifty Years in Texas; John J. Linn; (New York: Sadlier, 1883; 2d ed., Austin: Steck, 1935; rpt., Austin: State House, 1986).
- The Presidio La Bahía del Espíritu Santo de Zúñiga, 1721 to 1846; Kathryn Stoner O'Connor; (Austin: Von Boeckmann-Jones, 1966).